# Gruppo Italiano
Il Gruppo Italiano è stato un gruppo musicale italiano attivo negli anni ottanta.
I componenti erano Patrizia Di Malta, Raffaella Riva, Gigi Folino, Roberto "Bozo" Del Bo e Enrico "Chicco" Santulli.
È noto principalmente per la canzone del 1983 Tropicana, diventata negli anni un tormentone.

## Storia

I Randa (1980)

Il Gruppo Italiano nasce nel 1980 dopo che Bozo e Chicco, al ritorno da un soggiorno di circa 4 mesi a Los Angeles, California, decidono di mettere in piedi una gruppo all'insegna della musica colta, ma ironica allo stesso tempo. La formazione si chiama "Randa", che in milanese significa "randagi" ed è composta da 7 elementi: Chicco Santulli, Gigi Folino, Roberto Bozo Del Bo, Massimo Crestini, Maurizio Lieti, Raffaella Riva e Patrizia Di Malta. Il gruppo si fa notare nelle serate milanesi per la fantasia musicale e per qualcosa in più dal punto di vista scenico che la contraddistingue dagli altri gruppi.
Durante queste scorribande musicali Anna Del Bo Boffino, madre di Roberto Bozo Del Bo nonché giornalista e scrittrice di successo, organizza un incontro tra i ragazzi e Mogol il quale, a sua volta, li mette in contatto con Oscar Prudente, autore di successo. La collaborazione con Oscar Prudente fa maturare professionalmente la banda fino al momento in cui Oscar chiede formalmente di poter curare gli interessi dei Randa in una prospettiva discografica a livello nazionale.
A questo punto la formazione, obtorto collo, si alleggerisce di due elementi rimanendo in cinque, cambia nome in Gruppo Italiano e affronta la prima fatica discografica con la produzione dell'LP Maccherock (1982). L'etichetta è la Mara&C, di proprietà della coppia Salerno, formata da Mara Maionchi, intraprendente e spregiudicata imprenditrice del settore discografico italiano, e da Alberto Salerno, autore di molti grandi successi della canzone italiana e produttore. Questo primo lavoro comprende 8 brani non originali, con i testi riscritti in italiano e con arrangiamenti leggeri e abbastanza innovativi. Sull'altra facciata del disco compaiono 5 canzoni originali, riassunto della migliore creatività dei Randa. Le 8 cover diventano parte del programma Mister Fantasy di Carlo Massarini, mentre Renzo Arbore inserisce il gruppo fra le rivelazioni dell'anno in una speciale classifica sul Corriere della Sera.
Nell'autunno 1982 nasce la canzone Tropicana che viene presentata alla Dischi Ricordi, subentrata a Mara&C, ed in particolare al direttore artistico Alfredo Cerruti, il quale accoglie molto positivamente il brano e decide di produrlo immediatamente. Le registrazioni avvengono nello studio Il Mulino ed i missaggi al Cap Studio (il mixer è Gianni Prudente, che è il fratello di Oscar). Appena uscita sul mercato la canzone ottiene un notevole successo diventando, insieme a Vamos a la playa dei Righeira, la colonna sonora dell'estate 1983. Il Gruppo Italiano partecipa a Un disco per l'estate 1983 a Saint-Vincent, classificandosi al 2º posto.
A questo punto il gruppo è maturo per la partecipazione al Festival di Sanremo, che avviene puntualmente l'anno successivo, il 1984, con la canzone Anni ruggenti. Con una coreografia originalissima ed un arrangiamento retrò/elettronico, Anni ruggenti si classifica all'11º posto nella categoria Grandi. La banda torna in studio e realizza Tapioca manioca, il long playing che serve per arricchire il repertorio e permettere di allestire un giro estivo. Con circa 30 date il Gruppo Italiano si esibisce in tutta Italia e anche a Montecarlo, allo Sporting Club. Partecipa anche al Festivalbar 1984 con Il treno del caffè.
L'album non ottiene il successo sperato e, come spesso accade in queste circostanze, serpeggia qualche malumore tra i componenti. Viene deciso un cambio di rotta, il gruppo sarà prodotto artisticamente da Chicco Santulli: viene realizzato un album dal titolo Surf in Italy che è una raccolta di brani editi e consente la partecipazione a Premiatissima 1985 sulla giovane rete Canale 5. Il disco non è sicuramente originalissimo, ma consente ai ragazzi di consolidare la loro popolarità a livello nazionale. La Dischi Ricordi è ben consapevole che questo è il terreno favorevole per poter piazzare un grande successo, nel caso il gruppo fosse stato in grado di produrlo. Nell'estate che segue esce il singolo Sole d'agosto (Festivalbar 1985), una canzone orecchiabile dal ritmo rocksteady con la quale il gruppo, quasi nervosamente, vuole scrollarsi di dosso l'etichetta di banda latina. Questa è l'ultima produzione del Gruppo Italiano, che di lì a poco decide di sciogliersi definitivamente.
Nel 2001 il gruppo si riunisce in occasione della partecipazione alla trasmissione La notte vola, gara musicale tra i brani più famosi degli anni ottanta, nella quale presenta il suo successo del 1983 Tropicana ed arriva in semifinale.

## Formazione
- Patrizia Di Malta - voce
- Raffaella Riva - voce
- Gigi Folino - basso[1][2][3]
- Roberto Bozo del Bo - percussioni, batteria
- Chicco Santulli - chitarra-ukulele

## Discografia

### Album
- 1982 - Maccherock (Mara & C./Ricordi, SMRL 6288, LP)
- 1984 - Tapioca manioca (Ricordi, SMRL 6310, LP)
- 1985 - Surf in Italy (Ricordi, SMRL 6343, LP)

### Raccolte
- 2002 - I Grandi Successi Originali (BMG Ricordi, 2xCD)

### Singoli
- 1983 - Tropicana/Noi cannibali (Ricordi, SRL 10982, 7")
- 1984 - Anni ruggenti/Dammi un sabato nite (Ricordi, SRL 10998, 7")
- 1985 - Sole d'agosto/Innamorarsi (Ricordi, SRL 11023, 7")